# Scirtes tindaleensis
Scirtes tindaleensis is een keversoort uit de familie moerasweekschilden (Scirtidae). De wetenschappelijke naam van de soort werd in 2004 gepubliceerd door Watts.